# فولز تشيرش
فولز تشيرش (فيرجينيا) (بالإنجليزية: Falls Church, Virginia)‏ هي مدينة تقع في الولايات المتحدة في فيرجينيا. يقدر عدد سكانها بـ 13,229 نسمة وترتفع عن سطح البحر 99 متر.

## التركيبة السكانية
حدّد مكتب تعداد الولايات المتحدة بيانات التركيبة السكانية لفولز تشيرش في تعداد الولايات المتحدة. في ما يلي، التركيبة السكانية حسب تعدادي 2000 و2010.

### تعداد عام 2000
بلغ عدد سكان فولز تشيرش 10,377 نسمة بحسب تعداد عام 2000، وبلغ عدد الأسر 4,471 أسرة وعدد العائلات 2,622 عائلة مقيمة في المدينة. في حين سجلت الكثافة السكانية 1,957.9 نسمة لكل كيلومتر مربع (5,070.9/ميل2). وبلغ عدد الوحدات السكنية 4,725 وحدة بمتوسط كثافة قدره 891.5 لكل كيلومتر مربع (2,309.0/ميل2).
وتوزع التركيب العرقي للمدينة بنسبة 84.97% من البيض و3.28% من الأمريكيين الأفارقة و0.24% من الأمريكيين الأصليين و6.50% من الأمريكيين ذوي الأصول الآسيوية و0.07% من سكان جزر المحيط الهادئ و2.52% من الأعراق الأخرى و2.43% من عرقين مختلطين أو أكثر و8.44% من الهسبانيون أو اللاتينيون من أي عرق.
بلغ عدد الأسر 4,471 أسرة كانت نسبة 31.5% منها لديها أطفال تحت سن الثامنة عشر تعيش معهم، وبلغت نسبة الأزواج القاطنين مع بعضهم البعض 47.1% من أصل المجموع الكلي للأسر، ونسبة 8.6% من الأسر كان لديها معيلات من الإناث دون وجود شريك، بينما كانت نسبة 3% من الأسر لديها معيلون من الذكور دون وجود شريكة وكانت نسبة 41.4% من غير العائلات. تألفت نسبة 33.8% من أصل جميع الأسر من عدة أفراد يعيشون في نفس المنزل ونسبة 10.1% كانت تتألف من شخص يعيش بمفرده يبلغ من العمر 65 عاماً أو أكثر. وبلغ متوسط حجم الأسرة المعيشية 2.31، أما متوسط حجم العائلات فبلغ 3.01.
بلغ العمر الوسطي للسكان 39.7 عاماً. وكانت نسبة 23.4% من القاطنين تحت سن الثامنة عشر، وكانت نسبة 5.1% بين الثامنة عشر والرابعة والعشرين عاماً، ونسبة 31.1% كانت واقعةً في الفئة العمرية ما بين الخامسة والعشرين والرابعة والأربعين عاماً، ونسبة 28.1% كانت ما بين الخامسة والأربعين والرابعة والستين، ونسبة 11.5% كانت ضمن فئة الخامسة والستين عاماً فما فوق. يوجد لكل 100 أنثى 95.4 ذكر، ويوجد لكل 100 أنثى في الثامنة عشر من عمرها فما فوق 90.7 ذكر.
بلغ متوسط دخل الأسرة في المدينة 74,924 دولارًا، أما متوسط دخل العائلة فبلغ 97,225 دولارًا. وكان متوسط دخل الذكور 65,227 دولارًا مقابل 46,014 دولارًا للإناث. وسجل دخل الفرد الخاص بالمدينة 41,051 دولارًا. وكانت نسبة 2.8% من العائلات ونسبة 4.2% من السكان تحت خط الفقر، وكان من هؤلاء نسبة 5.5% تحت سن الثامنة عشر ونسبة 4.1% في الخامسة والستين من العمر وما فوق.

### تعداد عام 2010
بلغ عدد سكان فولز تشيرش 12,332 نسمة بحسب تعداد عام 2010، وبلغ عدد الأسر 5,101 أسرة وعدد العائلات 3,199 عائلة مقيمة في المدينة. في حين سجلت الكثافة السكانية 2,326.8 نسمة لكل كيلومتر مربع (6,026.4/ميل2). وبلغ عدد الوحدات السكنية 5,489 وحدة بمتوسط كثافة قدره 1,035.7 لكل كيلومتر مربع (2,682.5/ميل2).
وتوزع التركيب العرقي للمدينة بنسبة 79.90% من البيض و4.31% من الأمريكيين الأفارقة و0.27% من الأمريكيين الأصليين و9.42% من الأمريكيين ذوي الأصول الآسيوية و0.03% من سكان جزر المحيط الهادئ و2.10% من الأعراق الأخرى و3.97% من عرقين مختلطين أو أكثر و8.99% من الهسبانيون أو اللاتينيون من أي عرق.
بلغ عدد الأسر 5,101 أسرة كانت نسبة 33.8% منها لديها أطفال تحت سن الثامنة عشر تعيش معهم، وبلغت نسبة الأزواج القاطنين مع بعضهم البعض 51.7% من أصل المجموع الكلي للأسر، ونسبة 8.3% من الأسر كان لديها معيلات من الإناث دون وجود شريك، بينما كانت نسبة 2.8% من الأسر لديها معيلون من الذكور دون وجود شريكة وكانت نسبة 37.3% من غير العائلات. تألفت نسبة 31% من أصل جميع الأسر من عدة أفراد يعيشون في نفس المنزل ونسبة 8.8% كانت تتألف من شخص يعيش بمفرده يبلغ من العمر 65 عاماً أو أكثر. وبلغ متوسط حجم الأسرة المعيشية 2.41، أما متوسط حجم العائلات فبلغ 3.07.
بلغ العمر الوسطي للسكان 39.0 عاماً. وكانت نسبة 24.7% من القاطنين تحت سن الثامنة عشر، وكانت نسبة 6.1% بين الثامنة عشر والرابعة والعشرين عاماً، ونسبة 28.5% كانت واقعةً في الفئة العمرية ما بين الخامسة والعشرين والرابعة والأربعين عاماً، ونسبة 30.2% كانت ما بين الخامسة والأربعين والرابعة والستين، ونسبة 10.5% كانت ضمن فئة الخامسة والستين عاماً فما فوق. وتوزع التركيب الجنسي للسكان بنسبة 49% ذكور و51% إناث.

## أعلام
- جون هارتمان
- بروس كوهن
- تارين مانينج
- زبغنيو بريجينسكي
- جوزيف هارفي رايلي
- جون والتر كريستي
- هاتي أوفيليا وايات كاراوي
- ستوارت روزا
- لويزا كروز
- تشارلز كولسون